# 鳳屏路
鳳屏路（Fongping Rd.）是高雄市大寮區的東西向重要幹道，本道路共分為二個部分，高屏大橋就在本道路上。起端於埤北路、鳳捷路口銜接鳳山區中山東路，末端接上高屏大橋往屏東縣屏東市接建國路。同時鳳屏路屬於台1線（鳳山區中山東路至大漢路口）以及台1戊線（大漢路口至高屏大橋）。為大寮區往來鳳山區、高雄市區與屏東縣屏東市接屏鵝公路往墾丁的重要道路。

## 行經行政區域
（由西至東）
- 鳳山區
- 大寮區

## 分段
鳳屏路共分為二個部分，屬台1線：
- 鳳屏一路：西起於鳳山區埤北路、鳳捷路路口接中山東路，東於松寮陸橋與光明路三段路口接鳳屏二路。中山東路銜接至大漢路口屬台1戊線。
- 鳳屏二路：西於松寮陸橋與光明路三段路口接鳳屏一路，東經高屏大橋至屏東縣接屏東市建國路。

## 沿線設施
（由西至東）
- 鳳屏一路
  - 山仔頂橋
  - 裕榮食品
  - 統一精工速邁樂加油站鳳山站
  - 後庄橋
  - 大漢路
  - 中華賓士高屏展示中心
  - 鳳信有線電視
  - 新光高級中學
  - 小林廚具
  - 大寮中庄郵局
  - 老上海臭臭鍋後庄店
  - 燦坤3C鳳屏店
  - 丹丹漢堡後庄店
  - 高61線成功路
  - 安崎歐氏麵包蛋糕後庄總店
  - 大寮區農會信用部後庄分部
  - 愛迪生幼兒園
  - 玉山銀行後庄分行
  - 後庄里興濟宮
  - 洋洋藥局
  - 臺灣銀行中庄分行
  - 鳳屏中醫診所
  - 高63線仁愛路
  - 統一超商鳳屏門市
  - 鳳信診所
  - 奧林匹克國際教育中心
  - 高雄仁愛之家附設慈惠醫院
  - 全國加油站鳳屏路站
  - 松寮陸橋、光明路三段

- 鳳屏二路
  - 松寮陸橋、光明路三段
  - 台灣中油弘奇加油站
  - 台灣中油江山加油站
  - 高仕隆原木傢俱
  - 江山傢俱生活館
  - 高64線江山路
  - 萊爾富高愛店
  - 龍芳餅店江山分店
  - 台亞石油恆通加油站
  - 台灣中油九曲堂站
  - 九和路、義和路
  - 龍芳餅店總店
  - 高屏大橋

## 公車資訊
- 高雄客運
  - 8010 建國－鳳山－佛光山－旗山北站
  - 8048 捷運都會公園站－鳳山－屏東轉運站
  - 大樹祈福線 臺鐵鳳山站－佛陀紀念館
- 皇冠大車隊
  - 橘22 捷運大寮站－江山社區－義和社區

## 公共自行車
- 高雄市公共自行車租賃系統：
  - 慈惠醫院：鳳屏一路509號(前)
  - 新光高中：鳳屏一路217號(校門左側人行道)

## 相關連結
- 高雄市主要道路列表